# سیارک ۸۹۰۰
سیارک ۸۹۰۰ (به انگلیسی: 8900 AAVSO، نامگذاری:1995UD2) هشت هزار و نهصدمین سیارک کشف شده‌است که در ۲۴ اکتبر ۱۹۹۵ کشف شد.
قدر مطلق سیارک برابر ۳۵.۴ است.